# Российско-южноосетинская граница
Российско-южноосетинская граница — современная сухопутная граница между Российской Федерацией и частично признанной Республикой Южная Осетия; Грузией и большинством международного сообщества рассматривается как часть российско-грузинской границы.
Граница проходит по Главному Кавказскому водораздельному хребту, протяжённость — 70 км. Автомобильное сообщение между Россией и Южной Осетией возможно только по двум дорогам — Транскавказской автомагистрали через Рокский тоннель и по Военно-осетинской дороге через Мамисонский перевал . Сообщение по Транскаму происходит напрямую, сообщение же через Военно-Осетинскую дорогу возможно лишь через территорию Грузии, поэтому данная дорога закрыта пограничниками и проезд там невозможен. Также пересечь границу также можно через перевалы Козский, Кударский, Дзедо, Бахфандаг и Кутх, Зекарский, Рокский и Сбавский перевалы, поскольку де-факто граница является не охраняемой (однако формально это будет нелегально). 
Согласно соглашениям российских властей с частично признанной республикой, предусмотрены взаимные безвизовые поездки по внутренним паспортам России и Южной Осетии. Согласно законодательству Грузии,  в частности закону «об оккупированных территориях» 2008 года,  Южная Осетия («Цхинвальский регион») является неотъемлемой частью  её территории. Граждане иностранных государств не имеют права пересекать границу между Россией и Южной Осетией под страхом преследования по уголовному законодательству Грузии, которое предусматривает за это лишение свободы или денежный штраф.  Въезд в спорный регион и выезд из него возможен только через Гори.